# Estland op het Eurovisiesongfestival 2021
Estland nam deel aan het Eurovisiesongfestival 2021 in Rotterdam, Nederland. Het was de 26ste deelname van het land aan het Eurovisiesongfestival. ERR was verantwoordelijk voor de Estische bijdrage voor de editie van 2021.

## Selectieprocedure
De Estische openbare omroep startte de inschrijvingen voor het jaarlijkse Eesti Laul op 1 september 2020. Geïnteresseerden kregen tot 6 november 2020 de tijd om een inzending op te sturen. Alle artiesten mochten maximaal vijf nummers opsturen, en hoewel buitenlandse songwriters en artiesten in tegenstelling tot het voorgaande jaar toegelaten werden, moest de helft van de songwriters Estisch zijn. Voor Estischtalige nummers kostte de inzending €25, voor Engelstalige €75. Er werden 153 inzendingen ontvangen. Uku Suviste, die Eesti Laul 2020 had gewonnen en normaliter Estland had vertegenwoordigd op het uiteindelijk afgelaste Eurovisiesongfestival 2020, mocht automatisch deelnemen. Een interne jury koos de overige 23 acts die mogen aantreden in Eesti Laul 2021. De acts werden op 11 en 12 november 2020 gepresenteerd.
Er werden twee halve finales georganiseerd op 18 en 20 februari 2021. Van de twaalf acts in elke halve finale gingen er telkens zes door naar de finale. De punten worden evenredig verdeeld door de televoters en door een vakjury. In geval van een gelijkstand werd de voorkeur gegeven aan de favoriet van het publiek. De eerste vier in elke halve finale kwalificeerden zich rechtstreeks voor de finale, waarna er een extra stemronde werd georganiseerd om de laatste twee tickets uit te delen. Deze stemronde omvatte geen jurystemmen.
Tijdens de finale, op zaterdag 6 maart 2021, beslisten vakjury en televoters eerst wie de drie superfinalisten waren. Vervolgens mocht het publiek autonoom bepalen wie Estland zou vertegenwoordigen in Rotterdam. De keuze viel uiteindelijk (wederom) op Uku Suviste met The lucky one.

## Eesti Laul 2021

### Eerste halve finale
18 februari 2021
| Plaats | Artiest                             | Lied                         | Jury | Publiek | Totaal |
| ------ | ----------------------------------- | ---------------------------- | ---- | ------- | ------ |
| 1      | Koit Toome                          | We could have been beautiful | 12   | 12      | 24     |
| 2      | Ivo Linna, Robert Linna & Supernova | Ma olen sinn                 | 8    | 10      | 18     |
| 3      | Egert Milder                        | Free again                   | 10   | 6       | 16     |
| 4      | Karl Killing                        | Kiss me                      | 5    | 7       | 12     |
| 5      | Wiiralt                             | Tuuled                       | 6    | 5       | 11     |
| 6      | Andrei Zevakin & Pluuto             | Wingman                      | 0    | 8       | 8      |
| 7      | Nika Marula                         | Calm down                    | 7    | 1       | 8      |
| 8      | Hans Nayna                          | One by one                   | 3    | 4       | 7      |
| 9      | Kristin Kalnapenk                   | Find a way                   | 4    | 3       | 7      |
| 10     | Tanja                               | Best night ever              | 1    | 2       | 3      |
| 11     | Kéa                                 | Hypnotized                   | 2    | 0       | 2      |
| 12     | Tuuli Rand                          | Üks öö                       | 0    | 0       | 0      |

### Tweede halve finale
20 februari 2021
| Plaats | Artiest          | Lied                          | Jury | Publiek | Totaal |
| ------ | ---------------- | ----------------------------- | ---- | ------- | ------ |
| 1      | Jüri Pootsmann   | Magus melanhoolia             | 12   | 6       | 18     |
| 2      | Kadri Voorand    | Energy                        | 10   | 7       | 17     |
| 3      | Uku Suviste      | The lucky one                 | 3    | 12      | 15     |
| 4      | Suured Tüdrukud  | Heaven's not that far tonight | 5    | 10      | 15     |
| 5      | Redel            | Tartu                         | 6    | 8       | 14     |
| 6      | Gram-Of-Fun      | Lost in a dance               | 8    | 3       | 11     |
| 7      | Sissi            | Time                          | 4    | 5       | 9      |
| 8      | Alabama Watchdog | Alabama watchdog              | 7    | 1       | 8      |
| 9      | Heleza           | 6                             | 2    | 4       | 6      |
| 10     | Helen            | Nii kõrgele                   | 0    | 2       | 2      |
| 11     | Rahel            | Sunday night                  | 1    | 0       | 1      |
| 12     | Uku Haasma       | Kaos                          | 0    | 0       | 0      |

### Finale
6 maart 2021
| Plaats | Artiest                             | Lied                          | Jury | Publiek | Totaal |
| ------ | ----------------------------------- | ----------------------------- | ---- | ------- | ------ |
| 1      | Uku Suviste                         | The lucky one                 | 3    | 12      | 15     |
| 2      | Sissi                               | Time                          | 12   | 3       | 15     |
| 3      | Jüri Pootsmann                      | Magus melanhoolia             | 7    | 8       | 15     |
| 4      | Koit Toome                          | We could have been beautiful  | 4    | 10      | 14     |
| 5      | Andrei Zevakin & Pluuto             | Wingman                       | 10   | 4       | 14     |
| 6      | Kadri Voorand                       | Energy                        | 5    | 5       | 10     |
| 7      | Suured Tüdrukud                     | Heaven's not that far tonight | 2    | 6       | 8      |
| 8      | Karl Killing                        | Kiss me                       | 8    | 0       | 8      |
| 9      | Redel                               | Tartu                         | 0    | 7       | 7      |
| 10     | Hans Nayna                          | One by one                    | 6    | 0       | 6      |
| 12     | Ivo Linna, Robert Linna & Supernova | Ma olen siin                  | 0    | 2       | 2      |
| 12     | Egert Milder                        | Free again                    | 1    | 1       | 2      |

#### Superfinale
| Plaats | Artiest        | Lied              | Stemmen |
| ------ | -------------- | ----------------- | ------- |
| 1      | Uku Suviste    | The lucky one     | 24.081  |
| 2      | Sissi          | Time              | 14.968  |
| 3      | Jüri Pootsmann | Magus melanhoolia | 12.776  |

## In Rotterdam
Estland trad aan in de tweede halve finale, op donderdag 20 mei 2021. Uku Suviste was als tweede van zeventien acts aan de beurt, net na Senhit feat. Flo Rida uit San Marino en gevolgd door Benny Cristo uit Tsjechië. Estland eindigde uiteindelijk op de dertiende plek met 58 punten en wist zich zo niet te plaatsen voor de finale.